# Светско првенство у атлетици у дворани 2003 — бацање кугле за жене
Бацање кугле у женској конкуренцији на 9. Светском првенству у атлетици у дворани 2003. одржано је 5. марта у Бирмингему (Уједињено Краљевство).
Титулу освојену у Лисабону 2001 није бранила Лариса Пелешенко из Русије.

## Земље учеснице
Учествовала је 13 такмичарки из 8 земаља.
1. Белорусија (2)
2. Италија (2)
3. Кина (2)
4. Куба (1)
5. Немачка (2)
6. Русија (2)
7. Украјина (1)
8. Холандија (1)

## Освајачи медаља
| Освајачи медаља  |                  |                  |  |  |  |  |
|                  |                  |                  |  |  |  |  |
|                  |                  |                  |  |  |  |  |
|                  |                  |                  |  |  |  |  |
| Ирина Коржаренко | Надзеја Астапчук | Астрид Кумбернус |  |  |  |  |
| Русија           | Белорусија       | Немачка          |  |  |  |  |

## Рекорди
14. март 2003.
| Рекорди пре почетка Светског првенства 2003.     | Рекорди пре почетка Светског првенства 2003. | Рекорди пре почетка Светског првенства 2003. | Рекорди пре почетка Светског првенства 2003. | Рекорди пре почетка Светског првенства 2003. | Рекорди пре почетка Светског првенства 2003. |
| ------------------------------------------------ | -------------------------------------------- | -------------------------------------------- | -------------------------------------------- | -------------------------------------------- | -------------------------------------------- |
| Светски рекорд                                   | 22,50                                        | Хелена Фибингерова                           | Чехословачка                                 | Јаблонец, Чехословачка                       | 19. фебруар 1977.                            |
| Рекорд светских првенстава                       | 20,54                                        | Суј Шинмеј                                   | Кина                                         | Севиља, Шпанија                              | 10. март 1991.                               |
| Најбољи резултат сезоне                          | 20,56                                        | Надзеја Астапчук                             | Белорусија                                   | Минск, Белорусија                            | 24. фебруар 2003.                            |
| Европски рекорд                                  | 22,50                                        | Хелена Фибингерова                           | Чехословачка                                 | Јаблонец, Чехословачка                       | 19. фебруар 1977.                            |
| Северноамерички рекорд                           | 19,83                                        | Ramona Pagel                                 | Сједињене Државе                             | Инглвуд, САД                                 | 20. фебруар 1987.                            |
| Јужноамерички рекорд                             | 18,33                                        | Елисанжела Адријано                          | Бразил                                       | Пиреј, Грчка                                 | 24. фебруар 1999.                            |
| Афрички рекорд                                   |                                              |                                              |                                              |                                              |                                              |
| Азијски рекорд                                   | 21,10                                        | Ли Мејсу                                     | Кина                                         | Пекинг, Кина                                 | 3. март 1990.                                |
| Океанијски рекорд                                |                                              |                                              |                                              |                                              |                                              |
| Рекорди после завршеног Светског првенства 2003. |                                              |                                              |                                              |                                              |                                              |
| Рекорд светских првенстава                       | 20,55                                        | Ирина Коржаренко                             | Русија                                       | Бирмингем, Уједињено Краљевство              | 15. март 2003.                               |

## Најбољи резултати у 2003. години
Десет најбољих атлетичарки године у бацању кугле у дворани пре почетка првенства (14. марта 2003), имале су следећи пласман.
| 1.  | Надзеја Астапчук   | Белорусија | 20,56 | 24. фебруар |
| 2.  | Вита Павлиш        | Украјина   | 20,44 | 22. фебруар |
| 3.  | Светлана Кривељова | Русија     | 19.94 | 26. фебруар |
| 3.  | Ирина Коржаненко   | Русија     | 19.94 | 26. фебруар |
| 5.  | Надин Клајнерт     | Немачка    | 19,33 | 8. фебруар  |
| 6.  | Ирина Худоро́шкина  | Русија     | 19,31 | 10. фебруар |
| 7.  | Астрид Кумбернус   | Немачка    | 19,28 | 7. фебруар  |
| 8.  | Олга Рјабинкина    | Русија     | 18,90 | 6. јануар   |
| 9.  | Лија Тунск         | Холандија  | 18,69 | 15. фебруар |
| 10. | Cristiana Checchi  | Италија    | 18,64 | 9. фебруар  |

Такмичарке чија су имена подебљана учествују на СП 2003.

## Сатница
| Датум          | Време | Ниво          |
| -------------- | ----- | ------------- |
| 15. март 2003. | 9:50  | Квалификације |
| 15. март 2003. | 17:55 | Финале        |

## Резултати

### Квалификације
Такмичење је одржано 15. марта 2003. године у 9:50. Квалификациона норма за финале износила је 18,45 м (КВ), коју су испунило 7 такмичарки, а 1 се пласирала на основу постигнутог резултата.,,
| Поз. | Атлетичарка                 | Земља      | ЛР     | ЛРС    | #1    | #2    | #3    | Резултат | Белешка |
| ---- | --------------------------- | ---------- | ------ | ------ | ----- | ----- | ----- | -------- | ------- |
| 1.   | Јанина Карољчук-Правалинска | Белорусија | 20,61о | 18,61  | 19,12 |       |       | 19,12    | КВ, ЛР  |
| 2.   | Ирина Коржаренко            | Русија     | 21,15  | 19,94  | 19,10 |       |       | 19,10    | КВ      |
| 3.   | Вита Павлиш                 | Украјина   | 21,69о | 20,44  | 18,79 |       |       | 18,79    | КВ      |
| 4.   | Јумилеиди Кумба             | Куба       | 19,48о | 19,03о | 18,33 | 18,42 | 18,71 | 18,71    | КВ      |
| 5.   | Светлана Кривељова          | Русија     | 21,06о | 19,94  | 18,66 |       |       | 18,66    | КВ      |
| 6.   | Надзеја Астапчук            | Белорусија | 20,56  | 20,56  | 18,57 |       |       | 18,57    | КВ      |
| 7.   | Астрид Кумбернус            | Немачка    | 21,22о | 19,28  | 18,46 |       |       | 18,46    | КВ      |
| 8.   | Асунта Лењанте              | Италија    | 19,20  | 18,26  | x     | 17,55 | 18,35 | 18,35    | кв, ЛРС |
| 9.   | Лија Тунск                  | Холандија  | 18,69  | 18,69  | x     | x     | 18,31 | 18,31    |         |
| 10.  | Ли Меиђу                    | Кина       | 18.95о | 18,63  | 18,13 | x     | x     | 18,13    |         |
| 11.  | Cristiana Checchi           | Италија    | 18,64  | 18,64  | x     | 17,72 | 18,08 | 18,08    |         |
| 12.  | Сунг Фејна                  | Кина       | 18,73о | 17,66  | x     | 17,23 | 17,04 | 17,23    |         |
|      | Надин Клајнерт              | Немачка    | 19,86о | 19,21  | x     | x     | x     | БП       |         |

### Финале
Такмичење је одржано 5. марта 2003. године у 17:00.,,
| Пласман | Атлетичарка                 | Земља      | #1    | #2    | #3    | #4    | #5    | #6    | Резултат | Белешке |
| ------- | --------------------------- | ---------- | ----- | ----- | ----- | ----- | ----- | ----- | -------- | ------- |
|         | Ирина Коржаренко            | Русија     | 20,14 | 20,55 | x     | x     | x     | 19,86 | 20,55    | РСП     |
|         | Надзеја Астапчук            | Белорусија | 19,49 | 20,31 | 19,99 | 19,77 | 20,09 | 19,69 | 20,31    |         |
|         | Астрид Кумбернус            | Немачка    | 19,05 | 19,86 | 19,78 | x     | x     | 19,59 | 19,86    | ЛРС     |
| 4.      | Вита Павлиш                 | Украјина   | 19,16 | x     | 19,66 | 19,08 | x     | 19,73 | 19,73    |         |
| 5.      | Светлана Кривељова          | Русија     | 18,72 | 18,64 | x     | 19,45 | 19,57 | 19,44 | 19,57    |         |
| 6.      | Јумилеиди Кумба             | Куба       | x     | 19,19 | x     | x     | 18,24 | 18,80 | 19,19    | ЛР      |
| 7.      | Јанина Карољчук-Правалинска | Белорусија | 18,94 | x     | 18,91 | 18,83 | x     | x     | 18,94    |         |
| 8.      | Асунта Лењанте              | Пољска     | x     | 18,20 | x     | x     | x     | x     | 18,20    |         |